# Das Seelenbrechen
Das Seelenbrechen è il quinto album in studio da solista del musicista norvegese Ihsahn, pubblicato nel 2013 dalla Candlelight Records.

## Tracce
1. Hiber – 5:12
2. Regen – 5:03
3. NaCl – 4:24
4. Pulse – 4:53
5. Tacit II – 4:58
6. Tacit I – 4:36
7. Rec – 2:26
8. M – 4:39
9. Sub Äter – 5:15
10. See – 7:29

## Formazione
- Ihsahn - voce, chitarra, basso, tastiere
- Tobias Ørnes Andersen - batteria